# Lynde D. McCormick

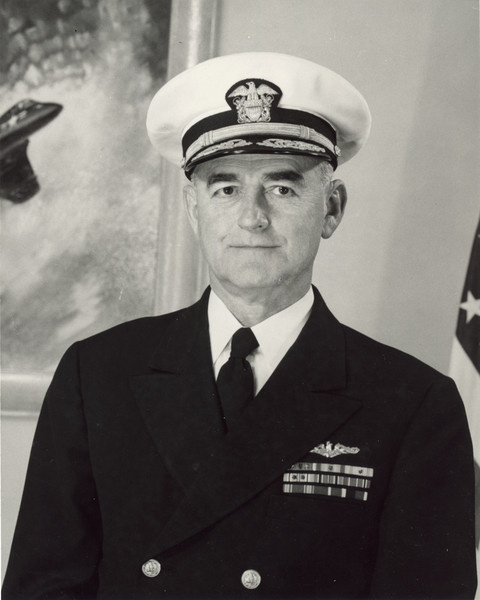
Admiral Lynde D. McCormick

Lynde Dupuy McCormick (* 12. August 1895 in Annapolis, Maryland; † 16. August 1956 in Newport, Rhode Island) war ein US-amerikanischer Admiral, der zwischen 1950 und 1951 Vice Chief of Naval Operations sowie von 1951 bis 1954 in Personalunion Oberbefehlshaber der US Atlantic Fleet, Oberbefehlshaber des US Atlantic Command und auch von 1952 bis 1954 Oberster Alliierter Befehlshaber der NATO-Seestreitkräfte für den Atlantikraum SACLANT (Supreme Allied Commander Atlantic) war. Zuletzt war er von 1954 bis zu seinem Tod 1956 Präsident des Naval War College.

## Leben

### Militärische Ausbildung und Erster Weltkrieg
McCormick, dessen Vater Konteradmiral Albert Montgomery Dupuy McCormick als Arzt bei der US Navy tätig war, begann nach dem Besuch des St. John’s Preparatory School and College 1911 seine militärische Ausbildung an der US Naval Academy in Annapolis, die er am 4. Juni 1915 mit Auszeichnung als Zweitbester seines aus 183 Seekadetten bestehenden Jahrgangs als Leutnant zur See abschloss. Im Anschluss folgte zunächst eine Verwendung als Offizier auf dem Schlachtschiff USS Wyoming, das im Karibischen Meer sowie an der Ostküste eingesetzt war.
Nach dem Kriegseintritt der Vereinigten Staaten in den Ersten Weltkrieg im November 1917 wurde die Wyoming zusammen mit den anderen zur 9. Schlachtschiffdivision (Battleship Division 9) gehörenden Schiffen New York, Delaware und Florida als 6. Schlachtgeschwader (Sixth Battle Squadron) der Grand Fleet der Royal Navy zugeordnet. In dieser Verwendung erlebte er als junger Seeoffizier auch die Übergabe der Hochseeflotte der deutschen Kaiserlichen Marine in der Nordsee nach dem Waffenstillstand von Compiègne 1918.

### Die Zeit nach dem Ersten Weltkrieg
Nach Ende des Ersten Weltkrieges wurde McCormick im April 1919 Adjutant und Flaggleutnant im Stab des Kommandeurs der 4. Schlachtschiffdivision (Battleship Division 4), die zur US-Pazifikflotte (US Pacific Fleet) gehörte. Nachdem er von Juni bis September 1919 Verwendung auf dem Schlachtschiff USS South Carolina gefunden hatte, wurde er im September 1919 Adjutant und Flaggleutnant des Kommandeurs des ebenfalls zur US-Pazifikflotte gehörenden 4. Zerstörergeschwaders (Destroyer Squadron 4) auf dessen Flaggschiff USS Birmingham, ein Leichter Kreuzer der Chester-Klasse. Im Dezember 1920 wurde er an Bord des Zerstörers USS Buchanan versetzt.
Im August 1921 übernahm Korvettenkapitän McCormick als Nachfolger von Korvettenkapitän Charles Jefferson Parrish sein erstes Kommando über ein Schiff, und zwar über den zur Clemson-Klasse gehörenden Zerstörer USS Kennedy. Auf diesem Posten verblieb er bis Oktober 1921, ehe er anschließend Instrukteur der Abteilung für Navigation an der US Naval Academy wurde.

### U-Boot-Offizier

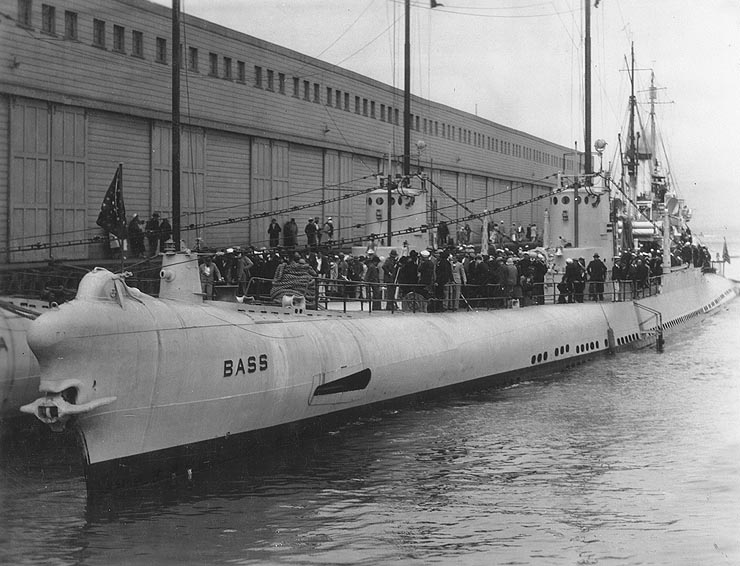
USS Bass (SS-164)

McCormick begann im Juni 1923 eine Ausbildung an der U-Boot-Schule der US-Marine in New London und begründete dadurch eine langjährige Verbindung zur U-Boot-Kriegsführung. Nach Abschluss dieser Ausbildung war er zunächst bis Juni 1924 auf dem zur S-Klasse gehörenden U-Boot S-31 eingesetzt, das mit der 16. U-Boot-Division (Submarine Division 16) im Pazifischen Ozean operierte.
Nach kurzen Verwendungen auf dem ebenfalls zur S-Klasse gehörenden U-Boot USS S-37 sowie auf dem U-Boot-Begleitschiff USS Canopus fungierte McCormick von August 1924 bis Juni 1926 als Kommandant des in Honolulu stationierten U-Bootes USS R-10, das als U-Boot der sogenannten R-Klasse speziell für die Küsten- und Hafenverteidigung konzipiert war.
Im Anschluss folgte zwischen Juni 1926 und August 1928 ein Einsatz als Offizier in der Verwaltungsabteilung der US Naval Academy, ehe er im August 1928 Kommandant (Commanding Officer) des U-Bootes USS Bass, ein V-Boot der sogenannten Barracuda-Klasse, das mit der 20. U-Boot-Division (Submarine Division 20) zur Unterstützung der US-Flotte (US Fleet) bei Manövern an der Westküste der USA, vor Hawaii sowie in der Karibischen See operierte.

### Die 1930er Jahre
Nach Beendigung seiner Verwendung als Kommandant der USS Bass kehrte McCormick im Mai 1931 abermals zur US Naval Academy zurück, wo er Adjutant des neuen Superintendenten dieser Ausbildungsstätte, Konteradmiral Thomas C. Hart wurde. Nach dem Ende von Harts Amtszeit als Superintendent wurde er selbst im Juni 1934 Navigationsoffizier auf der Marblehead, ein Leichter Kreuzer der Omaha-Klasse.
Im April 1936 wurde McCormick als Fregattenkapitän Kommandant des Trossschiffes Neches und verblieb bis Juni 1937 in dieser Funktion. Im Juni 1937 begann er einen Lehrgang für Stabsoffiziere am Naval War College (NWC) in Newport, den er im Mai 1938 abschloss. Daraufhin verblieb er bis Mai 1939 als Offizier im Stab des Naval War College.
Im Anschluss übernahm McCormick im Juni 1939 die Funktion als Operationsoffizier im Stab des Kommandeurs der Schlachtschiffe der Schlachtschiffflotte (US Battle Force), Vizeadmiral Charles P. Snyder, auf dessen Flaggschiff West Virginia. Nachdem Snyder am 6. Januar 1940 als Nachfolger von Admiral James O. Richardson Befehlshaber der US-Schlachtschiffflotte wurde, folgte ihm McCormick nach und wurde Operationsoffizier der US Battle Force auf deren Flaggschiff California.
Im Januar 1941 erbat Admiral Snyder seine vorzeitige Abberufung, nachdem sein Vorgesetzter Admiral Richardson, nunmehriger Oberbefehlshaber der US-Flotte, nach einem Disput über die Flotte durch Admiral Husband E. Kimmel abgelöst wurde, der die neu eingeführte Bezeichnung als Oberbefehlshaber der US-Pazifikflotte (US Pacific Fleet) trug. Nachdem Kimmel sein Amt am 1. Februar 1941 offiziell angetreten hatte, wurde McCormick auf dessen Wunsch hin Assistent des Offiziers für Kriegsplanung im Stab der US-Pazifikflotte und verblieb auf diesem Posten auch nach dem Angriff auf Pearl Harbor durch die Kaiserlich Japanischen Marineluftstreitkräfte am 7. Dezember 1941.

### Der Zweite Weltkrieg

#### Pazifikkrieg
Nach dem Angriff auf Pearl Harbor und dem damit verbundenen Eintritt der USA in den Zweiten Weltkrieg wurde Kimmel als Oberbefehlshaber der US-Pazifikflotte durch Admiral Chester W. Nimitz abgelöst, der jedoch den kompletten Stab Kimmels übernahm. Im April 1942 wurde McCormick Kriegsplanungsoffizier im Stab von Admiral Nimitz und war in dieser Funktion an den Vorbereitungen zur Schlacht im Korallenmeer, zur Schlacht um Midway sowie zur Schlacht um Guadalcanal maßgeblich beteiligt. Am 30. Juni 1942 wurde er bei einem Unfall mit einem Wasserflugzeug verletzt, während er Admiral Nimitz auf einem Flug zur Naval Air Station Alameda begleitete. Obwohl er sich einen Wirbel brach, ließ er sich nicht auf die Krankenliste setzen, sondern setzte seinen aktiven Dienst fort, in dem er drei Monate einen Gipsverband trug.
Am 15. Juli 1942 wurde McCormick in den befristeten Rang (Temporary Rank) zum Konteradmiral befördert und wurde für seine herausragenden Verdienste als Kriegsplanungsoffizier im Stab des Oberbefehlshabers der US-Pazifikflotte und im Pazifikraum während der Zeit vom 1. Februar 1941 bis zum 14. Januar 1943 erstmals mit dem Legion of Merit aufgezeichnet.

#### Atlantikkrieg

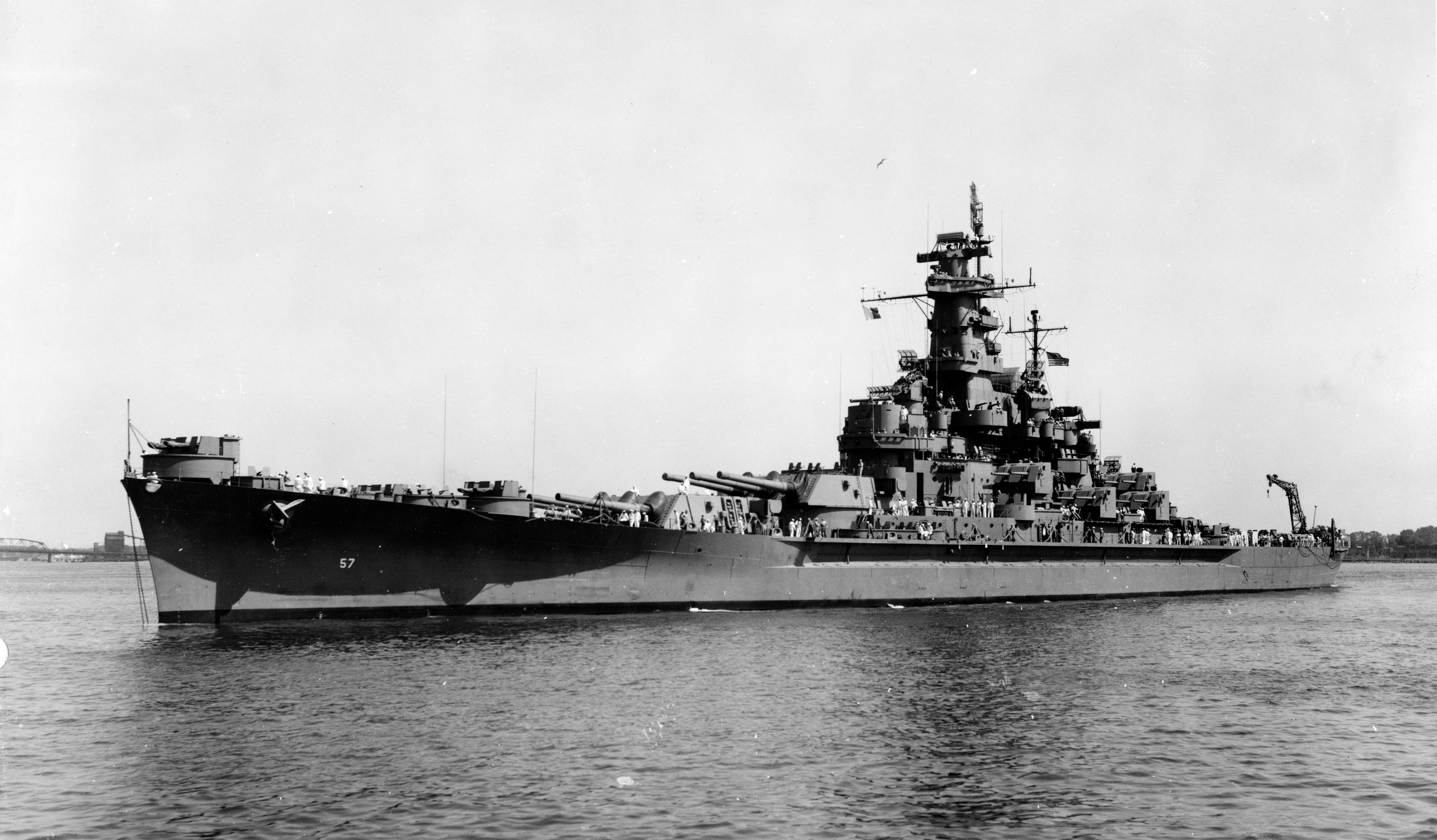
Als Kommandant des Schlachtschiffes South Dakota nahm McCormick 1943 am Atlantikkrieg teil

Im Anschluss wurde er im Februar 1943 nach Rückversetzung in den Rang eines Kapitäns zur See Kommandant des Schlachtschiffes South Dakota, nachdem dieses seit dem 18. Dezember 1942 im New York Naval Shipyard repariert wurde. Im Anschluss folgte eine Fahrt entlang der Atlantikküste über Portland nach Argentia in Neufundland, um dort zu der von Konteradmiral Olaf M. Hustvedt kommandierten Einsatzgruppe 61 (Task Force 61) zustoßen. Die Task Force 61 bestand neben der South Dakota und dem Schlachtschiff Alabama aus fünf Zerstörern und erreichte im Mai 1943 Scapa Flow auf den schottischen Orkneys. Von dort aus operierten die Verbände zwischen Juni und Juli 1943 zusammen mit der Home Fleet der Royal Navy. Diese Einsätze fanden unter dem Kommando von Admiral Harold R. Stark statt, dem Oberbefehlshaber der US Naval Forces Europe, der am 26. Juni 1943 die South Dakota besuchte. Anschließend kehrte McCormick in die USA zurück und wurde als Kommandant der South Dakota von Kapitän zur See Allan E. Smith abgelöst.

#### Assistant Chief of Naval Operations und Rückkehr in den Pazifikraum

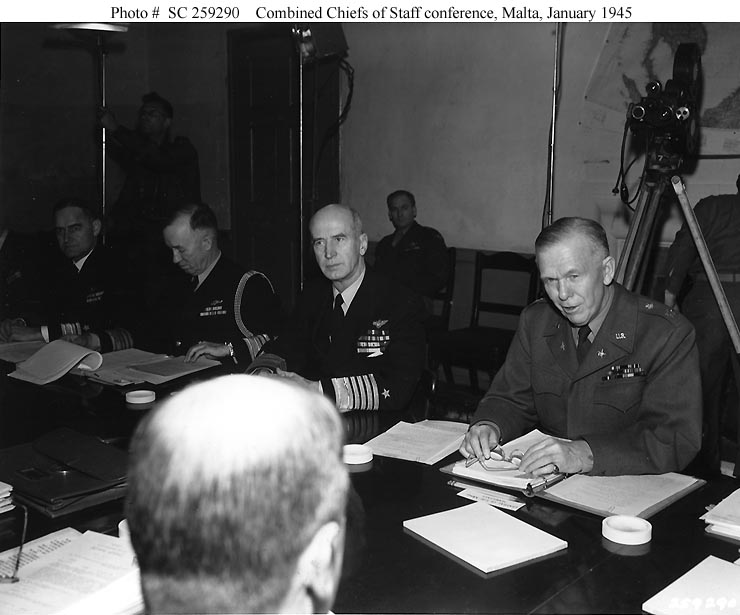
McCormick (sitzend, links) als Assistent des CNO für Logistikplanungen auf einer Sitzung der Vereinigten Stabschefs in Malta (31. Juli 1945)

Nach seiner Rückkehr in die USA wurde McCormick im Oktober 1943 in den Stab des Chief of Naval Operations, Admiral Ernest J. King, versetzt und war dort bis März 1945 Assistent für Logistikplanung (Assistant Chief of Naval Operations for Logistics Plans). Er war damit der engste Mitarbeiter von Vizeadmiral Frederick J. Horne, der zu dieser Zeit Vice Chief of Naval Operations war. Zusätzlich bekleidete er die Aufgabe als Vorsitzender des Vereinigten Logistikausschusses bei den Vereinigten Stabschefs (Joint Chiefs of Staff) und begleitete King in dieser Funktion zur Zweiten Québec-Konferenz im September 1944 sowie zur Konferenz von Jalta im Februar 1945. Für seine Verdienste in der Kriegslogistik wurde er zum zweiten Mal mit dem Legion of Merit ausgezeichnet, wobei ihm stattdessen ein Goldener Stern zu seinem ersten Legion of Merit verliehen wurde.
Im März 1945 kehrte McCormick abermals in den Pazifikraum zurück, um dort als Befehlshaber der 3. Schlachtschiff-Division (Battleship Division 3) eine Einsatzgruppe in der Schlacht um Okinawa zwischen April und Juni 1945 zu kommandieren. Für die dortigen Verdienste wurde er zum dritten Mal mit dem Legion of Merit ausgezeichnet, wobei ihm stattdessen ein weiterer Goldener Stern zu seinem ersten Legion of Merit verliehen wurde. In der Folgezeit blieb er dort im Einsatz und war nach der Kapitulation Japans am 2. September 1945 an der endgültigen Besetzung des Landes beteiligt.

### Nachkriegszeit und Admiral der US Navy

#### Vice Chief of Naval Operations

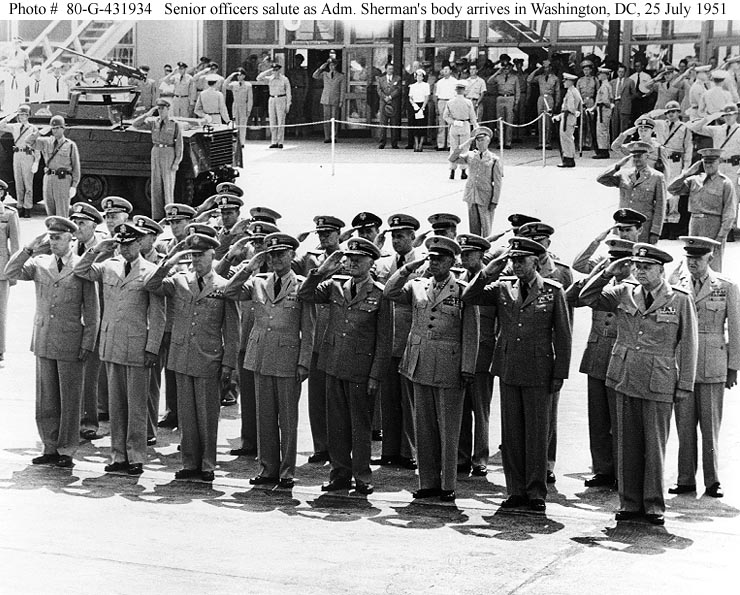
McCormick (vierter von links) als kommissarischer Chief of Naval Operations bei der Ankunft des Leichnams von Admiral Forrest P. Sherman am Washington National Airport (25. Juli 1951)

Nach Kriegsende wurde McCormick im November 1945 Chef des Stabes und Adjutant von Admiral Raymond A. Spruance, der zu dieser Zeit Oberbefehlshaber der US-Pazifikflotte war. Im Dezember 1945 wurde er dann Stellvertretender Oberbefehlshaber der US-Pazifikflotte und erhielt am 13. Februar 1946 aufgrund dieser Verwendung auch die Beförderung in den befristeten Rang (Temporary Rank) als Vizeadmiral. Nach Beendigung dieser Verwendung bei Spruance und dessen Nachfolger Admiral John Henry Towers fungierte er zwischen Februar 1947 und November 1948 als Kommandeur der Schlachtschiffe und Kreuzer der US-Atlantikflotte. Als solcher war er im Januar 1948 an Bord des Schweren Kreuzers USS Albany Leiter einer Mission nach Buenos Aires, um dort Beziehungen zu den Streitkräften Argentiniens zu begründen. An Bord des Schiffes empfing er am 23. Januar 1948 den Präsidenten von Argentinien, Juan Perón, dessen Ehefrau Eva Perón, Marineminister, Konteradmiral Fidel Anadón sowie Außenminister Juan Atilio Bramuglia.
Am 8. Dezember 1948 wurde er in den ständigen Rang eines Konteradmirals zurückversetzt und übernahm als Nachfolger von Konteradmiral Donald B. Beary die Funktion als Kommandant des 12. Marinebezirks (Twelfth Naval District) mit dem damaligen Hauptquartier in San Francisco.
Nachdem Admiral Louis E. Denfeld am 1. November 1949 wegen des Aufstands der Admirale im Zuge des Abbruchs des Baus der „Super-Flugzeugträgers“ United States als Chief of Naval Operations von US-Marineminister Francis P. Matthews entlassen worden war, wurde Admiral Forrest P. Sherman dessen Nachfolger als CNO. Da dieser jedoch aus der Marinefliegertruppe stammte, wurde erwartet, dass Sherman einen neuen Vice Chief of Naval Operations ernennen würde, da der amtierende VCNO, Vizeadmiral John D. Price, ebenfalls Marineflieger war und es übliche Praxis war, dass nur ein Marineflieger eine der beiden höchsten Stabsfunktionen in der US-Marine bekleidete. Sherman berief daraufhin McCormick zum neuen Vice Chief of Naval Operations, da dessen langjährige Erfahrung in der U-Boot-Kriegsführung von Marinebeobachtern als herausragend betrachtet wurde, weil U-Boot-Kriegs- und U-Boot-Jagdkriegsführung als eine der führenden Aufgaben der US Navy im Falle eines weiteren Krieges angesehen wurden. McCormicks Nachfolger als Kommandant des Twelfth Naval District wiederum wurde Konteradmiral Bertram J. Rodgers.
Mit der Übernahme des Amtes als Vice Chief of Naval Operations von Vizeadmiral Price wurde McCormick mit Datum vom 3. April 1950 ebenfalls zum Vizeadmiral befördert. Am 20. Dezember 1950 wurde er von US-Präsident Harry S. Truman für den Rang eines Admirals nominiert, wodurch die Zahl von Vier-Sterne-Admiralen in der US-Marine auf fünf angestiegen wäre. Trumans Erklärung eines nationalen Ausnahmezustands hatte die rechtlich zulässige Anzahl von Drei- und Vier-Sterne-Offizieren angehoben und McCormicks Beförderung sollte ihn mit dem Vice Chief of Staff of the Army und dem Vice Chief of Staff of the Air Force gleichrangig setzen. Seine Beförderung zum Admiral erfolgte somit am 22. Dezember 1950.
Am 22. Juli 1951 verstarb Admiral Sherman unerwartet an den Folgen eines Herzinfarkts während einer Europareise. Daraufhin wurde McCormick kommissarischer Chief of Naval Operations und galt neben den Admiralen Arthur W. Radford, Robert B. Carney, William Fechteler sowie den Vizeadmiralen Richard L. Conolly und Donald B. Duncan als einer von sechs Kandidaten für die Nachfolge Shermans. Während des Auswahlprozesses zog McCormick jedoch selbst zurück und drückte seinen Wunsch nach Übernahme eines Flottenkommandos aus. Daraufhin wurde Admiral Fechteler am 1. August 1951 zum neuen Chief of Naval Operations ernannt.

#### Oberbefehlshaber der US-Atlantikflotte und Oberbefehlshaber der US-Streitkräfte im Atlantikraum

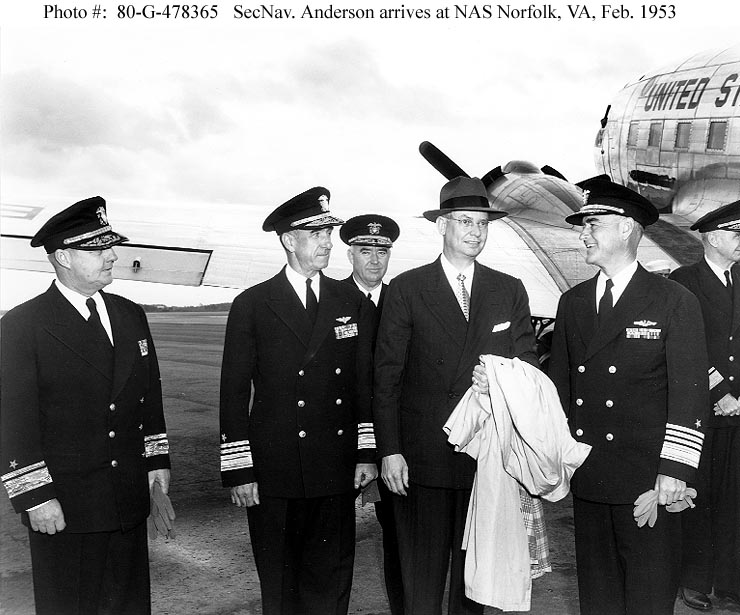
McCormick (rechts) als Oberbefehlshaber der US Atlantic Fleet bei der Begrüßung von US Secretary of the Navy Robert B. Anderson auf der Naval Air Station Norfolk (21. Februar 1953)

Am 15. August 1951 wurde McCormick Nachfolger von Admiral Fechteler als Oberbefehlshaber der US Atlantic Fleet (CINCLANTFLT). Damit übernahm er erstmals den Oberbefehl über ein Flottenkommando und es wurde spekuliert, dass dieses bisherige Fehlen eines Oberbefehls über einen großen Flottenverband in seiner Laufbahn seine Chancen auf die Nachfolge Shermans geschmälert hatte. Zugleich übernahm er auch die Funktion als Oberbefehlshaber der US-Streitkräfte im Atlantikraum CINCLANT (Commander in Chief, US Atlantic Command).
Einen Monat später erregte er bei der Wiederindienststellung des Flugzeugträgers Wasp Aufmerksamkeit, als er bekannt gab, dass Atombomben entwickelt wurden, die klein genug waren, um von leichten Bombern getragen zu werden, die auf Flugzeugträger stationiert waren. Dazu sagte er:
„Ich denke, dass schließlich jeder Flugzeugträger mit Atombomben ausgestattet sein wird. Seitdem sie in ihrer Größe verringert wurden, wurden sie für die Nutzung von Flugzeugträgern anwendbarer“
(‚Eventually, I think every carrier will be equipped with atomic bombs. Since their reduction in size they have become more available for carrier use‘).
Diese Erklärung deckte sich mit seiner früheren Aussage, als er als kommissarischer Chief of Naval Operations erklärte, dass die Nutzung von Kernwaffen als normal betrachtet werden sollte:
„Es liegt in unserem Interesse, die Welt im Ganzen davon zu überzeugen, dass die Nutzung von Kernwaffen nicht weniger human ist als der Einsatz eines äquivalenten Gegengewichts von sogenannten konventionellen Waffen. Die Zerstörung von bestimmten Zielen ist entscheidend für den erfolgreichen Abschluss eines Krieges mit der UdSSR. Die Pros und Contras der Mittel zu deren Zerstörung sind rein akademisch“
(‚It is in our interest to convince the world at large that the use of atomic weapons is no less humane than the employment of an equivalent weight of so-called conventional weapons. The destruction of certain targets is essential to the successful completion of a war with the U.S.S.R. The pros and cons of the means to accomplish their destruction is purely academic‘).

#### Oberster Alliierter Befehlshaber für den Atlantikraum

##### Konflikt um die Ernennung mit Winston Churchill

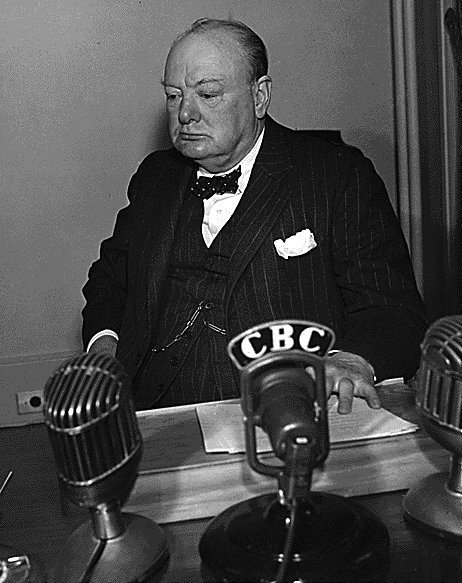
Am Widerstand von Winston Churchill scheiterte mehrere Monate die Besetzung des Postens des Obersten Alliierten Befehlshabers der NATO-Seestreitkräfte in Europa

Als Fechtelers Nachfolger als Oberbefehlshaber der US-Streitkräfte im Atlantikraum erfolgte auch die längere Zeit zurückgestellte Ernennung zum ersten Obersten Alliierten Befehlshaber der NATO-Seestreitkräfte im Atlantik.
Fechtelers Nominierung für die Posten wurde bereits am 19. Februar 1951 angekündigt, war aber ins Stocken geraten durch die britische Opposition des früheren Premierministers Winston Churchill, der sich dagegen aussprach, die Royal Navy einem US-amerikanischen Admiral unterzuordnen und forderte, dass stattdessen ein britischer Admiral ernannt werden sollte. Der amtierende Premierminister Clement Attlee bestätigte zwar Fechtelers Nominierung im Juli 1951, allerdings war dieser bereits dabei, seinen Posten als Oberbefehlshaber der US-Atlantikflotte aufzugeben, um sein neues Amt als Chief of Naval Operations anzutreten. Dies gab Churchill die Gelegenheit, die Diskussion über diese Angelegenheit erneut zu eröffnen, nachdem er nach den Unterhauswahlen vom 25. Oktober 1951 wiederum Premierminister geworden war. Er führte diesmal aus, dass es keine Notwendigkeit für einen alleinigen Obersten Marinebefehlshaber gab und schlug vor, den Atlantischen Ozean in US-amerikanische und britische Sektoren zu teilen. Die USA bestand aber auf die Einheitlichkeit des Kommandos und Churchill musste sich schließlich dem US-amerikanischen Druck beugen, ehe er schließlich widerwillig im Januar 1952 der Ernennung McCormick zum Obersten Alliierten Befehlshaber der NATO-Seestreitkräfte für den Atlantikraum SACLANT (Supreme Allied Commander Atlantic) zustimmte.
Außer seiner Ablehnung der Idee eines jeglichen US-Amerikaners als Oberster Befehlshaber im Atlantik hatte Churchill keine persönlichen Vorbehalte gegen McCormick und erklärte, dass dieser das höchste Vertrauen als derartiger Kommandeur genießen würde. Um die britischen Vorbehalte zu beschwichtigen, erklärte McCormick, dass er die Royal Navy als ein Modell für seine Männer verstehen würde, dass er London besser als New York City kennen würde und dass er sowohl in Portsmouth in Hampshire als auch in Portsmouth in New Hampshire zu Hause sei.

##### Amtszeit als Oberster Alliierter Befehlshaber Atlantik (SACLANT)

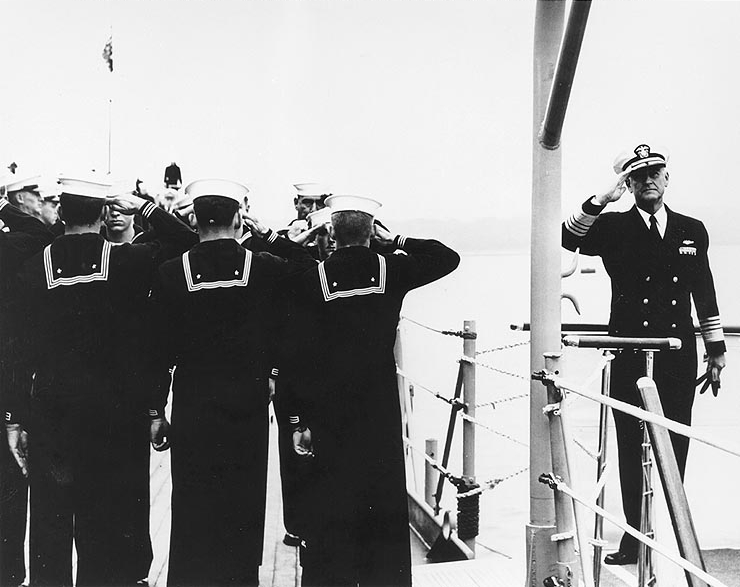
McCormik (rechts) als Oberbefehlshaber der NATO-Streitkräfte im Atlantik an Bord der USS Columbus während der Operation Mainbrace (20. September 1952)

McCormick trat sein Amt als Oberster Befehlshaber der NATO-Seestreitkräfte im Atlantik (SACLANT) am 30. Januar 1952 an und eröffnete das SACLANT-Hauptquartier in Norfolk am 10. April 1952. In dieser Funktion war er unmittelbar der Ständigen Führungsgruppe der NATO berichtspflichtig und innerhalb der Militärhierarchie der NATO gleichrangig mit General Dwight D. Eisenhower, dem Supreme Allied Commander Europe (SACEUR). McCormicks Befehlsbereich reichte vom Nordpol bis zum Wendekreis des Krebses und von den Küsten Nordamerikas bis zu den Küsten Europas und Afrikas mit Ausnahme des Ärmelkanals und der Küstengewässer Großbritanniens. Allerdings verfügte er nur über die Flottenverbände in Kriegszeiten, wenngleich ihm als Oberbefehlshaber der US-Atlantikflotte bereits zu Friedenszeiten die Kontrolle über eine annähernd gleich große Kampfflotte unterstand.
Kurz nach seinem Amtsantritt reiste McCormick in jeden NATO-Mitgliedsstaat, um die Zusagen der Beiträge der alliierten Seestreitkräfte einzuholen. Er hoffte, dass die europäischen Alliierten damit beginnen konnten, die Sicherung ihrer eigenen nationalen Gewässer für jede Kriegsereignis vorzubereiten, musste aber rasch feststellen, dass die kleineren Nationen SACLANT in erster Linie als förderlich für die USA, Großbritannien und Kanada betrachteten, die wichtigsten NATO-Seemächte. Er beschwerte sich gegenüber den NATO-Führungsgremien, dass Europa seine Ernennung als eine Entschuldigung für Selbstzufriedenheit betrachtete:
„Nun ist der SACLANT ernannt, wir haben nunmehr keinerlei Marineprobleme mehr, er wird sich um jeden von uns kümmern… es ist nicht nötig, dass wir jetzt etwas tun“
(‚Now that SACLANT is appointed, we no longer have any naval worries, he will take care of everything for us… we need not do anything now‘).

##### Die Operation Mainbrace und Aufdeckung von Schwächen in der NATO
Im September 1952 führte die NATO mit der Operation Mainbrace ihre erste große Marineübung durch, die gemeinsam von McCormick und General Matthew B. Ridgway, Eisenhowers Nachfolger als Supreme Allied Commander Europe, geleitet wurde. An dem Manöver nahmen 160 alliierte Schiffe aller Schiffsklassen teil und testeten dadurch die Fähigkeit von SACLANT, eine Unterstützung der nördlichen Flanke für eine europäische Landschlacht zu leisten. Die Übung erfolgte unter der Annahme, dass die Sowjetarmee bereits Westdeutschland erreicht hat und in Richtung Dänemark und Norwegen marschiert, um sich der Unterschriften Skandinaviens zu versichern, dass dessen Länder im Falle eines Krieges verteidigt werden könnten. Zum Abschluss der Übung stellten McCormick und Ridgway fest, dass die Operation Mainbrace verschiedene Schwächen innerhalb der NATO aufgedeckt hatte, die zukünftig korrigiert werden müssten.
„Zahlreiche Fragen wurden während der Übung gestellt, ob daraus die entsprechenden großen Erkenntnisse zu lernen sind. Die Antwort ist Nein… Ein Test dieser Art ermöglichte es uns, unsere Schwächen aufzudecken und die korrigierenden Maßnahmen, die wir zu nehmen hatten. Diese weitreichenden Schwächen wurden aufgedeckt, aber wir betrachten keine von diesen als unüberwindbar. Mainbrace ist nicht das Ende–es ist vielmehr der Anfang.“
(‚Many questions have been asked during the exercise as to whether any great lessons were learned from it. The answer is no… A test of this sort enables us to determine our weaknesses and the corrective measures we must take. Thus far certain weaknesses have been revealed, but we regard none of them as insurmountable. Mainbrace is not an ending–it is merely a beginning‘)

##### Operation Mariner und Ende der Amtszeit als SACLANT
Im folgenden Jahr führte die NATO vom 16. September bis zum 4. Oktober 1953 mit der Operation Mariner eine neue Übung durch. McCormick bezeichnete diese als die vollständigste und umfangreichste internationale Übung, die jemals abgehalten wurde. Sie umfasste 500.000 Soldaten, 1.000 Flugzeuge sowie 300 Schiffe aus neun NATO-Mitgliedstaaten.
Die Übung testete eine Reihe von Fähigkeiten der alliierten Marine und reichte von Kommandobeziehungen über Minenkriegsführung zu Nachrichtendiensten, obwohl es kein anderes strategisches Konzept gab, außer das Blau gegen Orange kämpfte. Konvois überquerten den Atlantik, während sie sich gegen U-Boote und andere Schiffe verteidigen mussten. Um sich das Nuklearzeitalter bewusst zu machen, schossen und verteidigten sich beide Seiten bei simulierten Nuklearangriffen. McCormick betrachtete die Übung als qualifizierten Erfolg, der zeigte, dass Schiffe und Flugzeuge der ungleichen Marineeinheiten der NATO-Mitgliedstaaten erfolgreich auch unter ungünstigen Wetterbedingungen kooperieren konnten, wenngleich es Probleme mit der Kommunikation und der logistischen Unterstützung gab.
Nach der Übung hielt McCormick ein Abendessen für den Amerikanischen NATO-Rates am 29. Oktober 1953 ab und erklärte dabei, dass der Führung der UdSSR im Moskauer Kreml die Wichtigkeit des transatlantischen Seeweges sehr bewusst sei, und deshalb U-Boote für einen weiteren möglichen Atlantikkrieg vorbereiten würde. Während die Operation Mariner belegt hatte, dass die NATO den Atlantik bei entsprechend ausreichenden Kräften kontrollieren könnte, warnte er andererseits:
„Die Kräfte, die wir zurzeit zur Verfügung haben, um einer möglichen unterseeischen Bedrohung zu begegnen, sind gefährlich dünn für diese Aufgabe.“
(‚The forces we have available at present to counter the potential underseas menace would be spread precariously thin for this task.‘)
Am Ende von McCormicks Amtszeit als Oberster Alliierter Befehlshaber der NATO-Seestreitkräfte in Europa sah sich der Chief of Naval Operations, Admiral Robert B. Carney, nach einem geeigneten Nachfolger um, der den britischen Vertretern im Stab des Hauptquartiers von SACLANT besser begegnen konnte. Carney erklärte dazu:
„Ich hatte große Sorgen über den Umgang mit US-amerikanischen Interessen dort und im Atlantik, Auge in Auge mit den Briten… Ich hatte das Gefühl, dass mit den Ansichten der USA eher naiv in einigen vorhergehenden Instanzen umgegangen wurde und dass es dringend notwendig war, dass wir dort jemanden einsetzen sollten, der diese Interessen wahrnehmen konnte.“
(‚I had felt a great deal of concern about the handling of the United States interests down there and in the Atlantic, vis-à-vis the British… I had felt that the United States viewpoint had been handled rather naively in some previous instances and that it was imperative that we put somebody down there who could take care of these interests‘).
Die Wahl Carneys fiel daraufhin auf Admiral Jerauld Wright, der die Nachfolge von McCormick am 12. April 1954 antrat.

#### Präsident des Naval War College

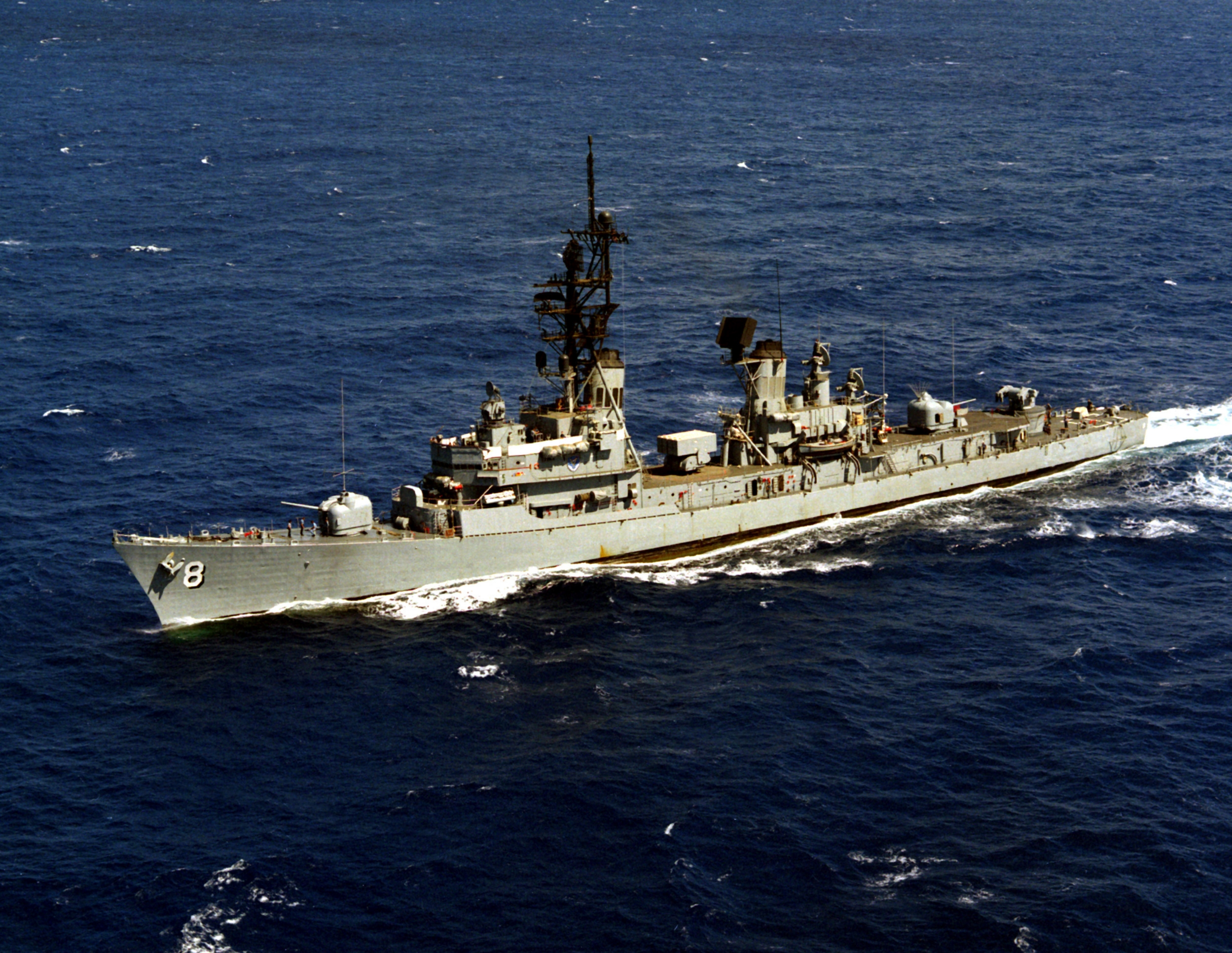
Zu seinen Ehren wurde 1959 der Lenkwaffenzerstörer Lynde McCormick benannt

Nach Beendigung seiner Amtszeit als Oberster Alliierter Befehlshaber der NATO-Seestreitkräfte in Europa wurde McCormick als Nachfolger von Richard L. Conolly am 3. Mai 1954 zum Präsidenten des Naval War College (NWC) in Newport ernannt und in den ständigen Rang eines Vizeadmirals zurückversetzt.
Das wichtigste Ereignis während seiner Präsidentschaft war die Einführung eines neuen Marinekommandeurskurses 1956, der als Lehrgang für ältere Marineoffiziere aus bis zu 30 alliierte und befreundete Nationen gedacht war und von Kapitän zur See Richard G. Colbert auf Befehl des damaligen Chief of Naval Operations, Admiral Arleigh Burke organisiert wurde. Der Stab des NWC war allerdings nicht begeistert von diesem neuen Kurs und befürchteten, dass dieser zu einer Reduzierung der regulären Kurse führen würde. Schließlich gab McCormick aber Burke die volle Unterstützung für diesen neuen Kurs, da er selbst Zeuge der Schwierigkeiten war, die aus Mangel von Verständigungsschwierigkeiten bei großangelegten Operationen von SACLANT wie der Operation Mainbrace entstehen konnten. Burke versicherte McCormick daraufhin, dass dieser neue Kurs keineswegs den Umfang der anderen Arbeit des Naval War College beeinträchtigen würde. McCormick und sein Mitarbeiterstab unterstützten in der Folgezeit den neuen Kurs von Anfang an und waren aufgrund der dort gezeigten Leistung und Erfolge ausländischer Offiziere enthusiastisch.
Am Morgen des 16. August erlitt McCormick einen Herzinfarkt in seinem Quartier auf dem Gelände des Naval War College und verstarb vier Stunden später an dessen Folgen im Marinekrankenhaus von Newport, einen Tag vor Beginn des neuen Jahrgangs 1957. Die Begrüßung der neuen Studenten wurde daraufhin von Konteradmiral Thomas H. Robbins, Jr., dem Chef des Stabes und kommissarischen Präsidenten des NWC, vorgenommen. Nach seinem Tode wurde er am 20. Februar 1956 auf dem United States Naval Academy Cemetery im Beisein zahlreicher hochrangiger Militärpersonen beigesetzt.
Nach seinem Tode wurde zu Ehren von McCormick die Lynde McCormick benannt, ein Zerstörer der Charles-F.-Adams-Klasse, der am 28. Juli 1959 von seiner Tochter Lilian McCormick getauft wurde.

## Auszeichnungen
- Legion of Merit (3 x)